# Membrane d'étanchéité synthétique
La membrane d'étanchéité synthétique assure l'étanchéité de la toiture et participe au confort des locaux. 

## Historique
- 1835 - Le français Henri-Victor Regnault découvre le PVC (polychlorure de vinyle)[réf. nécessaire]
- 1912 - L’allemand Friedrich Heinrich August Klatte réussit la première polymérisation industrielle du PVC[réf. nécessaire]
- 1937 - Premières applications pratiques
- 1943 - Premières membranes PVC-P (polychlorure de vinyle plastifié) en Suisse[réf. nécessaire]
- 1951 - Premières étanchéités de toitures terrasses en Allemagne[réf. nécessaire]

Dès le début des années 1960, apparition des membranes synthétiques, à base de PVC-P, et de polyéthylène modifié qui est employé essentiellement dans l’étanchéité toitures-terrasses, dans le génie civil, les tunnels, les piscines et les bassins.
Dans les années 1970, elles connaissent un fort développement en Suisse et en Allemagne puis en Autriche, au Benelux et en Scandinavie.
En France, les premières réalisations significatives commencent dans les années 1980 et s’ensuit un fort développement depuis les années 1990.
Depuis les premières applications du PVC-P, d’autres matériaux à base de polymères thermoplastiques tels que le FPO (polyoléfines thermoplastiques) à base de PE (polyéthylène) modifié ou de PP (polypropylène) modifié, l’EVA (éthylène acétate de vinyle) ou élastomériques tels que le PIB (polyisobutylène) ou l’EPDM (éthylène propylène diène monomère) sont apparus.

## Typologie des membranes d'étanchéité synthétiques
Il existe trois types de membranes synthétiques :
- Membranes associées à un voile de verre
- Membranes armées  avec armature grille de polyester ou de verre
- Membranes sous-facées et /ou armées ou associées sous-facées d’un feutre

Les membranes homogènes sont considérées comme accessoires pour l’exécution des détails et points singuliers seulement.

## Procédés de fabrication
Les membranes peuvent être produites selon trois procédés :
le calandrage, l’enduction, ou l’extrusion.

## Caractéristiques techniques sur le marché de la toiture terrasse
Le marché français des membranes synthétiques est en grande partie constitué de membranes en PVC-P d’une épaisseur minimale de 1.2 mm. Elles existent aussi en épaisseur de 1.5/ 1.8 / 2.0 / 2.4 mm.
Ses caractéristiques sont :
- un matériau souple et léger (moins de 2 kg/m²)
- une excellente tenue aux écarts de température (-30 °C à plus de 80 °C, pas de fluage)
- la perméabilité à la vapeur d ’eau pour le PVC-P
- une très bonne tenue aux intempéries
- une grande durabilité : la durée de vie typique admise dans l’analyse du cycle de vie des membranes d’étanchéité synthétique est supérieure à 30 ans[1].

## Mise en œuvre
Matériaux légers, disponibles en rouleaux pouvant atteindre jusqu’à 50 m², les membranes d’étanchéité synthétiques à base de polymères thermoplastiques mis en œuvre par soudure à l’air chaud sans flamme, permettent d’améliorer considérablement la sécurité et les conditions de travail des compagnons étancheurs (ou étanchéistes) sur chantier. L’utilisation d’automates de soudure prévient notamment les troubles musculosquelettiques des compagnons et contribue également à la qualité des assemblages et à l’amélioration des cadences de pose.
Une large gamme d’accessoires permet d’assurer la pérennité du traitement des détails et points singuliers.
La mise en œuvre des membranes d’étanchéité synthétiques est réalisée par des entreprises d’étanchéité qualifiées, dont le personnel a été formé et agréé aux techniques de mise en œuvre des différentes membranes utilisées, conformément aux normes en vigueur.
Ces formations sont dispensées dans les centres mis à disposition par les fabricants, et après contrôle des compétences acquises, un agrément nominatif est remis aux compagnons.
Des techniciens sont également à disposition des entreprises pour les assister, tant au niveau de la conception que lors de la réalisation des chantiers.

## Marché français de l'étanchéité synthétique
En France, en 20 ans, la part du marché des toitures couvertes des membranes d’étanchéité synthétiques est passée de 3 à 20%.
En 2011, plus six millions de m² de toitures ont été couvertes en membranes d’étanchéité synthétiques.

## Recyclage
Les techniques de pose  par fixation mécanique, ou en indépendance, facilitent les opérations de dépose et de recyclage des membranes d’étanchéité synthétiques en fin de cycle de vie.
Il existe en France et en Europe, une filière de collecte et de recyclage des déchets de dépose des membranes d’étanchéité synthétiques. Cette filière a été mise en place en France en 2009, par les fabricants de membranes d’étanchéité synthétiques : 3T, Renolit France, Sika France et SOPREMA, avec l’aide de Roofcollect. Elle est ouverte à toutes les membranes d’étanchéité synthétiques en PVC-P.
Vingt points de collecte, répartis en France, permettent de stocker ces matériaux conditionnés en big bag étiquetés, qui sont expédiés vers les unités de recyclage. Après broyage, les déchets sont réintégrés dans différents produits de la construction comme des profilés par exemple.

## Autres applications
Différents types de membranes d’étanchéité synthétiques sont utilisées pour d’autres applications telles que :
- Piscines
- Bassins, étangs
- Cuvelages, réservoirs, stockages
- Sous-couverture
- Ouvrages souterrains